# Синцовская (Красноборский район)
Синцовская — деревня в Красноборском районе Архангельской области. Входит в состав Пермогорского сельского поселения.

## География
Находится в юго-восточной части Архангельской области на расстоянии приблизительно 18 км на запад-северо-запад по прямой от административного центра района села Красноборск на левобережье реки Северная Двина.

## История
Деревня числилась в 1939 году в Пермогорском сельсовете.

## Население
Численность постоянного населения: 2 человека (русские 100 %) в 2002 году, 0 в 2010.